# Nattavaara By
Nattavaara By is een dorp binnen de Zweedse gemeente Gällivare. Nattavaara By vormt samen met Nattavaara en Murjek de drie dorpen binnen een uitgestrekt moerasgebied tussen de Lina en de Lule. Nattavaara By is het middelpunt van een radiaal landwegsysteem naar de omliggende dorpen Hakkas, Murjek, Jokkmokk en Gällivare. Het bijbehorende station aan de Ertsspoorlijn is gesitueerd in Nattavaara. De dorpen worden van elkaar gescheiden door de Råneälven.
Äijävaara · Alapää · Alavaara · Allavaara · Arro · Avvakko · Björkberget · Bönträsk · Dokkas · Fjällnäs · Flakaberg · Gällivare · Granhult · Grenselet · Grodberget · Hakkas · Härkmyran · Hornberg · Joentaus · Jutsavare · Kaalasluspa · Kääntöjärvi · Kaartijärvi · Kaartirova · Kaitum · Kattån · Keskijärvi · Killingi · Kilvo · Kilvokielinen · Koskivaara (Nattavaara) · Koskivaara (Skröven) · Koskullskulle · Kuolpa · Leipojärvi · Liikavaara · Lillsaivis · Linaälv · Malmberget · Mäntyvaara · Mårdudden · Markitta · Mettä Dokkas · Moskojärvi · Mukkavaara · Muorjevaara · Nattavaara · Nattavaara By · Neitiskaite · Neitisuanto · Nilivaara · Njarka · Norsivaara · Pahtopalo · Pålkem · Palo · Palohuornas · Pauki · Polcirkeln · Puoltikasvaara · Purnu · Purnuvaara · Raatukkavaara · Rantavaara · Ripats · Ruutti · Saanio · Sadjem · Saivorova · Sakajärvi · Sammakko-Lillberget · Sangervaara · Särkivaara · Sarvisvaara · Satter · Sjisjka · Skaulo · Skröven · Solberget · Soutujärvi · Storberget · Storsaivis · Stråberget · Suorvanen · Tidnokenttä · Tjautjas · Torasjärvi · Torrivaara · Ullatti · Urtimjaur · Vähävaara · Valtio · Vassaraträsket · Vettasjärvi · Vuottas · Yrttivaara